# Philip Boit
Philip Boit (Eldoret, 12 dicembre 1971) è un ex fondista keniota.
È stato il primo atleta del suo paese a partecipare alle Olimpiadi invernali, che lo hanno visto gareggiare nelle edizioni del 1998, del 2002 e del 2006.

## Biografia
Mike Boit, medaglia di bronzo negli 800 metri alle Olimpiadi del 1972, è suo zio. Dopo essersi dedicato al mezzofondo (vanta un record personale di 1'46"06 sugli 800 metri), nel febbraio del 1996 Philip Boit si trasferì in Finlandia per iniziare un programma di allenamenti nello sci di fondo, sponsorizzato dalla Nike, con l'obiettivo di partecipare alle Olimpiadi di Nagano del 1998.
Primo ed unico atleta keniota mai iscritto ai Giochi invernali, prese il via alla gara dei 10 km che concluse al 92º e ultimo posto con 20 minuti di distacco dal primo arrivato e quasi 8 dal penultimo. La cerimonia di premiazione fu posticipata in attesa dell'arrivo di Boit e, quando questi tagliò il traguardo, il vincitore Bjørn Dæhlie andò ad abbracciarlo. L'esperienza fu così significativa per Boit che avrebbe chiamato uno dei suoi figli Dæhlie, in onore del campione norvegese.
Partecipò ad altre due edizioni dei Giochi Olimpici invernali: a Salt Lake City 2002 gareggiò nello sprint individuale e nei 10+10 km; a Torino 2006 prese parte alla gara dei 15 km. In tutte e tre le edizioni dei Giochi, essendo l'unico atleta del suo Paese, ebbe il ruolo di portabandiera.